# 共通ポイント
共通ポイント（きょうつうポイント）とは、企業グループや業界を超えて、複数の企業が加盟して利用できるポイントプログラム。

## 概要
複数企業の利用客同士の送客や囲い込みなどを目的として、資本関係を問わずに複数の企業が加盟している。加盟店同士では同じシステムが使われており、例えば加盟店Aと加盟店Bで貯めたポイントを加盟店Cでまとめて使うといった利用方法ができる。
加盟店のジャンルも多種多様であり、コンビニエンスストアや飲食店・ECサイト・クレジットカードなど、様々な店舗やサービスでポイントの付与と使用ができる。
日本での共通ポイントの先駆けはTポイント(現:Vポイント)であり、2003年10月1日にTSUTAYAの会員証のポイントサービスをENEOSとローソンに拡大したことが共通ポイントとしてのTポイントの始まりと言える。
その後、共通ポイントのサービスが複数始まり、競争が激化している。ファミリーマートやゼンショーなど、複数の共通ポイントサービスに加盟するチェーン店も増加傾向にある。

## 一覧
カッコ内には共通ポイントとしてのサービス開始日と運営会社名を記す。
- Vポイント[注 2]（2003年10月1日[2]、CCCMKホールディングス）
- Ponta（2010年3月1日[3]、ロイヤリティマーケティング）
- 楽天ポイント[注 3]（2014年10月1日[4]、楽天グループ）
- dポイント（2015年12月1日[5]、NTTドコモ）

上記4サービスは、「4大共通ポイント」と呼ばれることがある。そのほかにも、JRE POINTやWAON POINT、nanacoポイント、PayPayポイント、Sポイントが共通ポイントと呼ばれることもある。